# Giovanni Calò (attore)
Giovanni Calò (Taranto, 28 settembre 1951) è un attore e regista teatrale italiano.

## Biografia
Comincia la sua attività di attore negli anni '70 durante gli studi universitari e si laurea al DAMS di Bologna nel 1979. Completa la sua formazione diplomandosi all'École Internationale de Théâtre Jacques Lecoq a Parigi nel 1981. Perfeziona l'acrobazia e il clown teatrale con Pierre Byland di cui è stato anche assistente. 
Collabora con alcuni tra i maggiori registi italiani ed europei tra cui Benno Besson, Marco Sciaccaluga, Gigi Dall'Aglio, Lluis Pasqual e Dan Jemmett, entrando a far parte dei più importanti Teatri Stabili e Compagnie di Prosa, sia in Italia che in Francia.
Cura la regia di diversi spettacoli, con particolare propensione verso l'umorismo e la comicità gestuale. Insegna in varie scuole, tra cui il Centre National des Arts du Cirque in Francia e la Scuola del Teatro Arsenale a Milano.

## Teatro
- Ahi mamma!, scritto e diretto da Stella Leonetti, Teatro dell'Elfo, Milano (1982)
- Amate sponde di Alberto Arbasino e Mario Missiroli, regia Stella Leonetti e Flavio Ambrosini, Comp. Nuove Parole, Roma (1982)
- La traversée du dessert di Pierre Byland e Ctibor Turba, regia Ctibor Turba, Théâtre National de Chaillot, Parigi (1983)
- Salomè di Oscar Wilde, regia Marina Spreafico, Teatro Arsenale, Milano (1984)
- Intermezzi di Giovanni Calò e Massimo Marino, regia Massimo Marino, spettacolo da solo (1985)
- Notte d'incanto di Slawomir Mrożek, regia Jerzy Stuhr, Teatro Libero, Palermo (1986)
- Nozze di Elias Canetti, regia Gigi Dall'Aglio, Teatro Due, Parma (1986)
- Il borghese gentiluomo di Molière, regia Marina Spreafico, Festival Internazionale Opera Barga, Monsieur Jourdain (1987)
- Visite d'amore di Alfred Jarry, regia Liliana Paganini, Teatro Stabile dell'Aquila (1989)
- Murder di Woody Allen, regia Gigi Dall'Aglio, Teatro Due, Parma (1990)
- Lezioni di filosofia di Woody Allen, regia Gigi Dall'Aglio, Teatro Due, Parma (1990)
- Valentin - Kabaret der Komiker (Tingeltangel) di Karl Valentin, regia Massimo De Rossi, Teatro Due, Parma (1991)
- Una vita nuova di Murray Schisgal, regia Beno Mazzone, Teatro Libero di Palermo (1992)
- Tuttosà e Chebestia di Coline Serreau, regia Benno Besson, Teatro Stabile di Genova (1993)
- La resistibile ascesa di Arturo Ui di Bertolt Brecht, regia Marco Sciaccaluga, Teatro Stabile di Genova (1994)
- Hamlet di William Shakespeare, regia Benno Besson, Teatro Stabile di Genova (1994)
- Che inenarrabile casino! di Eugène Ionesco, regia Marina Spreafico, Teatro Arsenale, Il Personaggio (1995)
- Io (Moi) di Eugène Labiche, regia Benno Besson, Teatro Stabile di Genova, George Fromental (1996)
- Le roi cerf (Il re cervo) di Carlo Gozzi, regia Benno Besson, Théâtre National de Chaillot, Parigi - Cado d'Orleans, Truffaldino (1997)
- Pericle principe di Tiro di William Shakespeare, regia Marina Spreafico, Teatro Arsenale (1997)
- Il colonnello con le ali di Hristo Boytchev, regia Toni Bertorelli, Mittelfest, Cividale del Friuli (1999)
- Il giuoco delle parti di Luigi Pirandello, regia Luca De Fusco, Compagnia Ugo Pagliai - Paola Gassman, Teatro Stabile del Veneto, Filippo detto Socrate (2000)
- L'amore delle tre melarance di Carlo Gozzi e Edoardo Sanguineti, regia Benno Besson, Teatro Stabile del Veneto, Truffaldino (2001)
- Il cerchio di gesso del Caucaso di Bertolt Brecht, regia Benno Besson, Teatro Stabile del Veneto, Il Principe Obeso, il Brigadiere (2003)
- I Menecmi di Plauto, regia Lello Arena, tournée (2004)
- George Dandin di Molière, regia Luca De Fusco, Teatro Stabile del Veneto, Clitandre (2004)
- La trilogia della villeggiatura di Carlo Goldoni, regia Luca De Fusco, Teatro Stabile del Veneto, Ferdinando scrocco (2005)
- La festa della donne di Aristofane, regia Lello Arena, tournée (2005)
- Il mercante di Venezia di William Shakespeare, regia Luca De Fusco, Teatro Stabile del Veneto (2006)
- La famiglia dell'antiquario di Carlo Goldoni, regia Lluís Pasqual, Teatro Stabile del Veneto, Arlecchino (2007)
- La cantatrice calva di Eugène Ionesco, regia Marina Spreafico, Teatro Arsenale, Il signor Smith (2009)
- Beckett-Beckett-Beckett, testi di Samuel Beckett, regia Marina Spreafico, Teatro Arsenale (2009)
- Kafka sulla spiaggia dal romanzo di Haruki Murakami, regia Kuniaki Ida, Teatro Arsenale,Tamura Kafka (2009)
- Il cielo è sempre più blu di Tullio Moreschi, regia Mattia Sebastian, Teatro Arsenale (2010)
- Riccardo III non s'ha da fare di Matei Vişniec, regia Beno Mazzone, Teatro Libero di Palermo, Mejerchol'd (2011)
- Ubu Enchaîné[3] di Alfred Jarry, regia Dan Jemmett, Compagnie des Petites Heures, Parigi, Le Conteur (2011)
- Les trois Richard, dal Riccardo III di William Shakespeare, regia Dan Jemmett, Compagnie des Petites Heures, Parigi, Riccardo III (2012)
- Et il n'en resta plus aucun[4], da Dieci piccoli indiani di Agatha Christie, regia Robert Sandoz, Théâtre de Carouge, Ginevra (2014)
- Maneki dream di Riccardo Baudino, regia Francesca Merli, Civica Scuola di Teatro Paolo Grassi, Milano (2015)
- Così è (se vi pare) di Luigi Pirandello, regia Annig Raimondi, Pacta dei Teatri, Milano, il Consigliere Agazzi (2017)
- Genius Loci[5], ideazione e regia Marina Spreafico, Teatro Arsenale (2018)
- Objects, stories[6], progetto di Davide Fabio Colaci, testi e regia di M. Spreafico, Teatro Arsenale (2019)

## Cinema
- La fine della notte, regia di Davide Ferrario - Pagnoni Film (1989)
- Acquario, regia di Michele Sordillo - Arcadia Film, Mostra internazionale d'arte cinematografica di Venezia (1996)
- Totò Sapore e la magica storia della pizza, regia di Maurizio Forestieri - film di animazione, Medusa Film, il Re di Francia (2003)

## Televisione
- Don Tonino, serie Fininvest, ep. Delitto al night club, regia Fosco Gasperi (1988)
- Io e la mamma, sitcom Mediaset, ep. Una cicogna di nome Giulia, regia Fosco Gasperi (1987)
- Il conto Montecristo, miniserie Rai 3, puntata 4, regia Ugo Gregoretti (1997)
- Finalmente soli, sitcom Mediatrade, episodi 19 e 20, regia Fosco Gasperi (2000)

## Radio
- Buonasera Brivido, radiodramma in 4 puntate per Audiobox (Rai Radio 1); interpretazione, testi e regia di Calò - Donati - Olesen (1989)

## Teatro Musicale
- Le boeuf sur le toit di Cocteau[7] - Milhaud, Teatro La Fenice di Venezia, regia M. Spreafico, Il Poliziotto (1982)
- La serva padrona di Giovanni Battista Pergolesi, regia M. Marino, Vespone (1983)
- Mercure[8] di Erik Satie, Teatro La Fenice di Venezia, regia M. Spreafico (1985)
- Festino nella sera del giovedì grasso di Adriano Banchieri, con il Coro Euridice di Bologna diretto da Pier Paolo Scattolin, Il Narratore (1985)
- Varieté di Mauricio Kagel, Festival Internazionale Opera Barga, regia M. Spreafico (1985)
- Il maestro di cappella di Domenico Cimarosa, Teatro Bonci di Cesena, regia M. Marino (1986)
- My fair lady, testi di Calò - Spreafico dal Pigmalione di George Bernard Shaw, con I Pomeriggi Musicali di Milano, regia M. Spreafico, Il Narratore (1989)
- Histoire du soldat di Igor Stravinskij e C. F. Ramuz, regia M. Spreafico, Joseph le soldat (1990)
- Béatrice et Bénédict[9] di Hector Berlioz, Opéra Comique di Parigi, regia Dan Jemmett, Léonato (2010)

## Regie Teatrali
- Buonanotte Brivido[10], co-autore e regia, Compagnia Donati - Olesen (1988)
- Spettacolo di Circo, Centre National des Arts du Cirque de Châlons-en-Champagne e Festival of New Circus di Londra (1989)
- L'orco del metrò di Thierry Jonquet, Cooperativa Teatro Tangram di Vimercate (1991)
- Variazioni sull'anatra di David Mamet, Teatro Libero di Palermo (1991)
- Horror & Terror, co-autore e regia, Compagnia Donati - Olesen (1992)
- Le Streghe di Roald Dahl, adattamento di Gianni Solazzo, Teatro Crest di Taranto (1992)
- il re muore di Eugène Ionesco, Teatro Arsenale di Milano (1996)
- Pompieri, co-autore e regia, Compagnia Donati - Olesen (1999)
- Radio Garage Rock, co-autore e regia, Compagnia Donati - Olesen (2013)
- Primo, da Se questo è un uomo di Primo Levi, Compagnia Jacob Olesen, Roma (2014)
- Lezioni di Filo-Sofia, di M. Antonelli e R. Pifferi, cabaret teatrale con Margherita Antonelli (2018)
- Andiamo da Dio! (gli dobbiamo parlare), di Antonelli-Batta-Ornati-Verduci, con Margherita Antonelli, Claudio Batta, Giorgio Verduci (2019)
- Pulcinella, testo di Giorgio Donati dal balletto di Igor Stravinkij, TIEFFEU Teatro, Perugia (2023)

## Premi e Riconoscimenti
- Premio del Funny Film Festival di Boario Terme V edizione, per lo spettacolo Buonanotte Brivido (1990)
- Premio Sirena d'Oro al Festival Internazionale dei Burattini e delle Figure "Arrivano dal Mare!" XXXIX edizione (Gambettola), per lo spettacolo Buonanotte Brivido (2014)